# Марикопа Колони (Аризона)
Марикопа Колони (енгл. Maricopa Colony) насељено је место без административног статуса у америчкој савезној држави Аризона.

## Демографија
По попису из 2010. године број становника је 709.
| Група             | 2000.    | 2010.       |
| Белци             | 0 (0,0%) | 7 (1,0%)    |
| Афроамериканци    | 0 (0,0%) | 2 (0,3%)    |
| Азијати           | 0 (0,0%) | 1 (0,1%)    |
| Хиспаноамериканци | 0 (0,0%) | 101 (14,2%) |
| Укупно            | 0        | 709         |